# Quirico Viviani
Quirico Viviani (Farra di Soligo, 30 aprile 1780 – Padova, 2 novembre 1835) è stato uno scrittore e traduttore italiano.

## Biografia
Nacque a Farra di Soligo, vicino a Treviso, nel 1784. Di famiglia povera, riuscì a completare gli studi grazie a un illuminato protettore, Melchiorre Cesarotti. Nel 1807 pubblicò la sua prima opera: I canti Militari, pubblicata a Brescia nel 1807. L'opera, intrisa di una certa vivacità, ma anche di grande sincerità giovanile, ebbe abbastanza successo da far sì che Viviani si sentisse incoraggiato a continuare. Questo primo saggio ebbe seguito con una nuova raccolta di poesie ,in cui inserisce alcuni brani di prosa. A quest'altra opera seguirono vari scritti, tra cui un Discorso in favore dei poveri scritto nel 1817, un altro sul carattere delle istituzioni scientifiche del XIX secolo; poi, massime, riflessi, ritratti, ecc. 
Viviani propone in seguito una nuova edizione della Divina Commedia di Dante, tratta dal manoscritto bartoliniano portato alla luce dai fratelli Mattiuzzi. Viviani non trascurò nulla, né le cure né i viaggi, per rendere eccellente questa edizione. Viaggiò quasi in tutta Italia, visitando biblioteche e depositi letterari, soprattutto quelli di Milano e Firenze. Qualche tempo dopo, Viviani tradusse le Bucoliche di Virgilio. Seguì questa versione con note sostanziali e una tabella di varie lezioni tratte da due antichi manoscritti. Nel 1815 Viviani pubblicò una traduzione del romanzo del conte Saint-Leu (Luigi Bonaparte) intitolata Marie ou les Hollandais; scrisse poi un suo romanzo, intitolato Le schiere di Resie, pubblicato a Udine nel 1827. Infine pubblicò il Manuale filosofico della lingua italiana, ma non fece in tempo a terminare quest'opera: morì nel novembre 1835, ad appena 50 anni, vittima dell’epidemia di colera che aveva colpito la città di Padova. Si deve a Viviani un'edizione delle Novelle del Barbieri, Udine, 1823, e un'edizione della Madonna Dianara di Boccaccio, Udine, 1829, da un manoscritto del XV secolo.